# Sandra Arenas
Pour les articles homonymes, voir Arenas.
Sandra Lorena Arenas Campuzano (née le 17 septembre 1993 à Pereira) est une athlète colombienne, spécialiste de la marche, vice-championne olympique du 20 km à Tokyo en 2021.

## Carrière
En mai 2012, Sandra Arenas remporte à l'âge de 18 ans le 10 km marche juniors de la Coupe du monde de marche à Saransk. En juillet, elle décroche la médaille de bronze du 10 km marche des Championnats du monde juniors avec un temps de 45 min 44 s 46. Elle participe peu après au 20 km des Jeux Olympiques de Londres, où elle termine 31e avec un temps de 1 h 33 min 21 s. 
En 2016, elle remporte la médaille de bronze par équipes lors du 20 km des Championnats du monde par équipes de marche à Rome.
Après avoir échoué à la 5ème place lors des Mondiaux de Londres en 2017 et de Doha en 2019, Arenas monte sur son premier podium international aux Jeux Olympiques de Tokyo en 2021 en terminant deuxième en 1 h 29 min 37 s, derrière l'Italienne Antonella Palmisano. La Colombienne a notamment profité de la pénalité de deux minutes attribuée dans les 300 derniers mètres à la Brésilienne Erica de Sena, qui était également à la lutte pour la médaille d'argent. 

## Palmarès
| Date | Compétition                              | Lieu                 | Résultat | Épreuve         | Performance        |
| ---- | ---------------------------------------- | -------------------- | -------- | --------------- | ------------------ |
| 2012 | Championnats du monde juniors            | Barcelone            | 3e       | 10 000 m marche | 45 min 44 s 46     |
| 2013 | Coupe panaméricaine de marche            | Guatemala            | 2e       | 20 km marche    | 1 h 35 min 14 s    |
| 2013 | Championnats d'Amérique du Sud           | Carthagène des Indes | 1re      | 20 000 m marche | 1 h 37 min 46 s 17 |
| 2014 | Jeux d'Amérique centrale et des Caraïbes | Veracruz             | 2e       | 20 km marche    | 1 h 36 min 29 s    |
| 2015 | Championnats d'Amérique du Sud           | Lima                 | 1re      | 20 000 m marche | 1 h 31 min 2 s 25  |
| 2017 | Championnats du monde                    | Londres              | 5e       | 20 km marche    | 1 h 28 min 10 s    |
| 2018 | Championnats ibéro-américains            | Trujillo             | 1re      | 10 000 m marche | 42 min 2 s 99      |
| 2019 | Championnats du monde                    | Doha                 | 5e       | 20 km marche    | 1 h 34 min 16 s    |
| 2019 | Jeux panaméricains                       | Lima                 | 1re      | 20 km marche    | 1 h 28 min 3 s     |
| 2021 | Jeux olympiques                          | Tokyo                | 2e       | 20 km marche    | 1 h 29 min 37 s    |
| 2024 | Jeux olympiques                          | Paris                | 4e       | 20 km marche    | 1 h 27 min 3 s     |

## Records
| Épreuve         | Performance            | Lieu     | Date            |
| --------------- | ---------------------- | -------- | --------------- |
| 10 000 m marche | 42 min 2 s 99 (AR)     | Trujillo | 25 août 2018    |
| 20 000 m marche | 1 h 31 min 2 s 25 (NR) | Lima     | 13 juin 2015    |
| 20 km marche    | 1 h 27 min 3 s (NR)    | Paris    | 1er août 2024   |
| 35 km marche    | 3 h 0 min 58 s         | Armenia  | 25 octobre 2023 |